# Grammisgalan 2016
Grammisgalan 2016 hölls på Cirkus i Stockholm den 24 februari 2016, och gällde 2015 års prestationer. Galan sändes i SVT 1 och Petter var programledare.

## Priser
- Årets artist: Silvana Imam
- Årets album: Amason - Sky City
- Årets låt: Dö för dig - Danny Saucedo
- Årets pop: Seinabo Sey - Pretend
- Årets rock: Deportees - The Big Sleep
- Årets nykomling: Sabina Ddumba - Not Too Young, Effortless
- Årets kompositör: Peter Svensson
- Årets textförfattare: Erik Lundin - Suedi
- Årets hiphop/soul: Erik Lundin - Suedi
- Årets hårdrock/metal: Ghost - Meliora
- Årets jazz: Oddjob - Folk
- Årets elektro/dans: HNNY - Sunday
- Årets producent: NISJ
- Årets folkmusik/visa: Anders Jormin, Lena Willemark & Karin Nakagawa - Trees of Light
- Årets klassiska: Kungliga Filharmonikerna/Oramo/Zinman/Salonen - Anders Hillborg - Sirens
- Årets barnalbum: Nina Persson - What if...
- Årets dansband: Hasse Andersson - Guld och gröna skogar
- Årets musikvideo: Joanna Nordahl - Say Lou Lou – Nothing But A Heartbeat
- Årets hederspris: Max Martin

### Fotnoter
1. ↑  ”SVT1 2016-02-24”. Svensk mediedatabas. 24 februari 2016. https://smdb.kb.se/catalog/id/003655784. Läst 1 mars 2017.